# Lüterkofen
Lüterkofen (toponimo tedesco) è una frazione del comune svizzero di Lüterkofen-Ichertswil, nel Canton Soletta (distretto di Bucheggberg).

## Storia

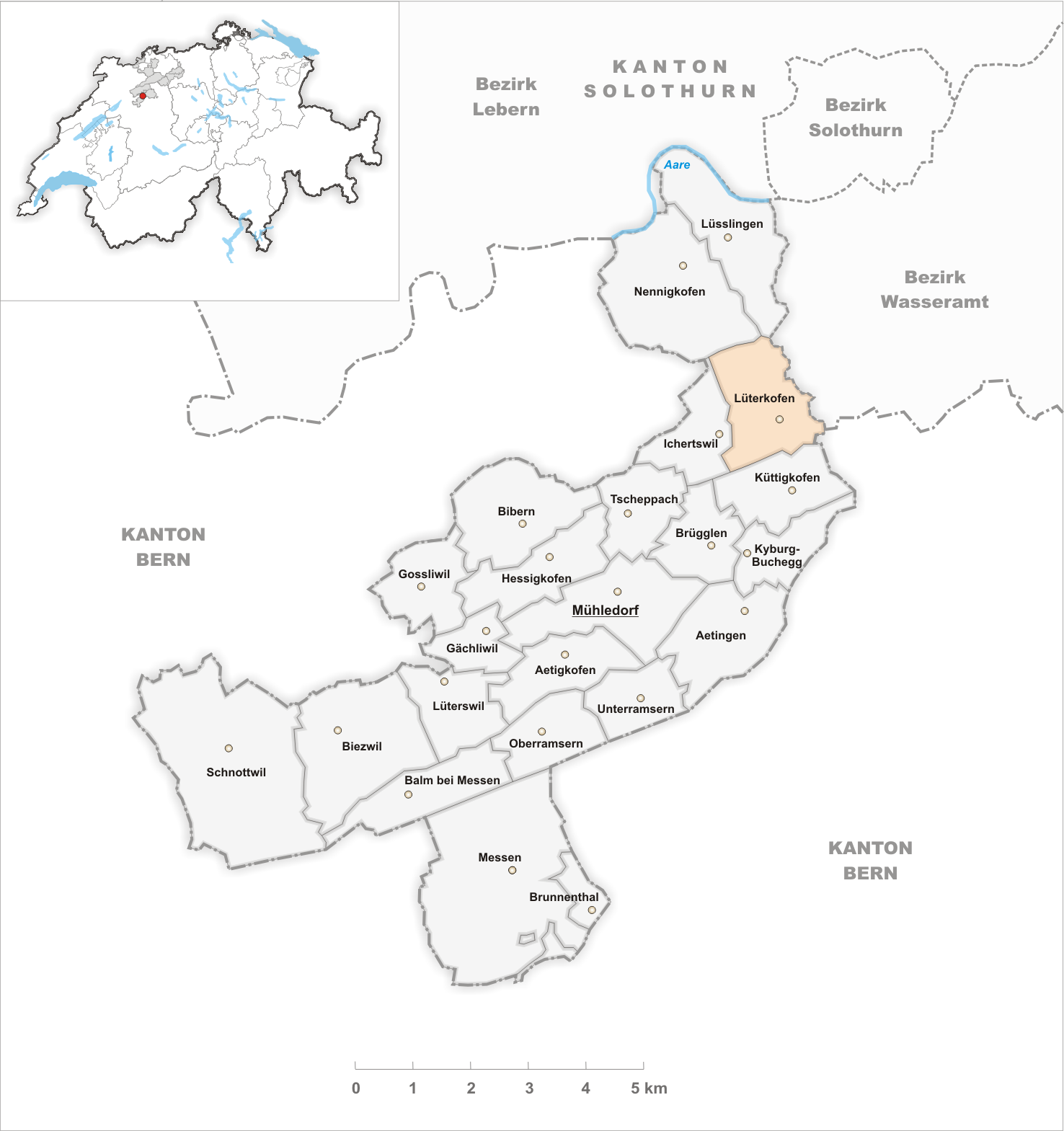
Il territorio del comune di Lüterkofen prima degli accorpamenti comunali del 1961

Fino al 1960 è stato un comune autonomo; nel 1961 è stato accorpato all'altro comune soppresso di Ichertswil per formare il nuovo comune di Lüterkofen-Ichertswil, del quale Lüterkofen è capoluogo.